# Ян Фуюй
Ян Фую́й (кит. трад. 楊福愉, упр. 杨福愉, пиньинь Yáng Fúyú; 30 октября 1927 — 5 января 2023) — китайский биофизик и биохимик, основатель китайской биологии мембран.

## Биография
Родился в Шанхае, окончил химический факультет Чжэцзянского университета в 1950, после чего работал ассистентом в Институте экспериментальной биологии Китайской академии наук. В 1956 направлен на учёбу в СССР, на биологический факультет МГУ, который окончил в 1960.
Длительное время работал в Институте биофизики Китайской академии наук. Профессор Научно-технического университета Китая и Уханьского университета.
Скончался 5 января 2023 года.

## Занимаемые должности
- Академик Академии наук КНР, избран в 1991;
- Вице-президент Китайского биохимического общества (1982—1984, 1993 −1997);
- Генеральный секретарь Китайского биохимического общества (1993 −1997);
- Главный редактор Acta Biophysica Sinica.

## Память
В честь Ян Фуюя 15 августа 2024 года была названа малая планета (27910) Yangfuyu, открытая 10 октября 1996 года на наблюдательной станции Синлун в рамках Пекинской Шмидт-ПЗС астероидной программы.